# Vissinello
Il vissinello (vissijnieddru) è una frittura tipica di Cassano Ionio (Cosenza) caratteristica di Natale ma anche della festa in genere, usato come augurio e buon auspicio, in uso nella cucina meridionale, in particolar modo in Calabria, con svariati nomi e ricette (Grispedde, Cuddurieddij, Vecchijareddre).

## Ingredienti
L’ingrediente principale è la farina, unita al lievito, sale e acqua.
La preparazione dei Vissinelli richiede una particolare tecnica di lavorazione e lievitazione della farina e gli altri ingredienti, che dopo qualche ora danno vita ad un impasto soffice e profumato. Una volta lievitata, la pasta viene trasformata fino a formare delle ciambelle che verranno poi fritte in olio di oliva bollente, mentre con l’aiuto di un bastoncino in legno chiamato “Virguledda” , si darà forma circolare ai Vissìnelli.

## Etimologia
Sull’etimologia del termine vi sono varie interpretazioni, anche se non vi sono traduzioni scientifiche ufficiali. L’interpretazione più credibile farebbe derivare il termine dialettale cassanese dal latino Vis (forza) Anellus (anello), ovvero Anelli di pasta impastata con la Forza delle braccia.

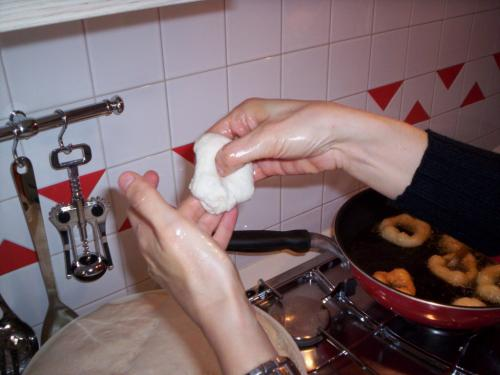
Preparazione dei Vissinelli
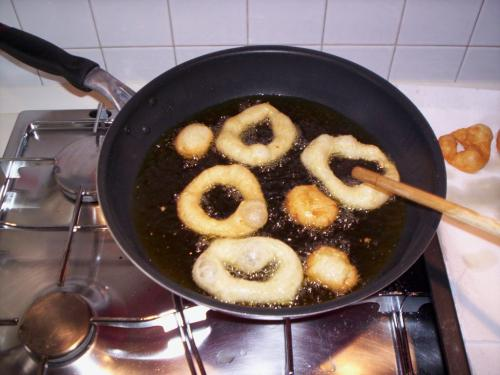
Frittura dei Vissinelli con la Virguledda
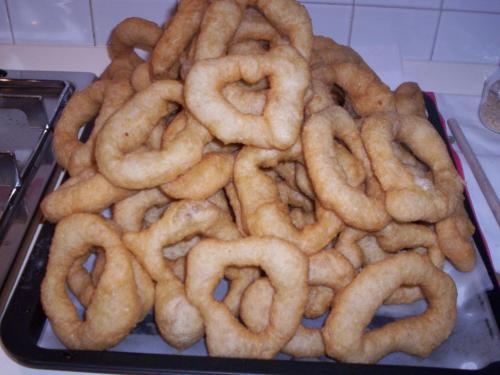
Vissinelli